# دومينيك بيرين
دومينيك بيرين (بالفرنسية: Dominique Perrin)‏ هو رياضياتي فرنسي، ولد في 11 مايو 1946.